# Cam Nam, Cam Túc
Châu tự trị dân tộc Tạng Cam Nam (tiếng Trung: 甘南藏族自治州, Hán Việt: Cam Nam Tạng tộc Tự trị châu) là một châu tự trị tỉnh Cam Túc, Cộng hòa Nhân dân Trung Hoa.

## Các đơn vị hành chính
Châu tự trị dân tộc Cam Nam có các đơn vị cấp huyện sau:
- Thành phố cấp huyện Hợp Tác (合作市)
- Huyện Lâm Đàm (臨潭縣)
- Huyện Trác Ni (卓尼縣)
- Huyện Chu Khúc (舟曲縣)
- Huyện Điệt Bộ (迭部縣)
- Huyện Mã Khúc (瑪曲縣)
- Huyện Lục Khúc (碌曲縣)
- Huyện Hạ Hà (夏河縣)